# Inchiziție

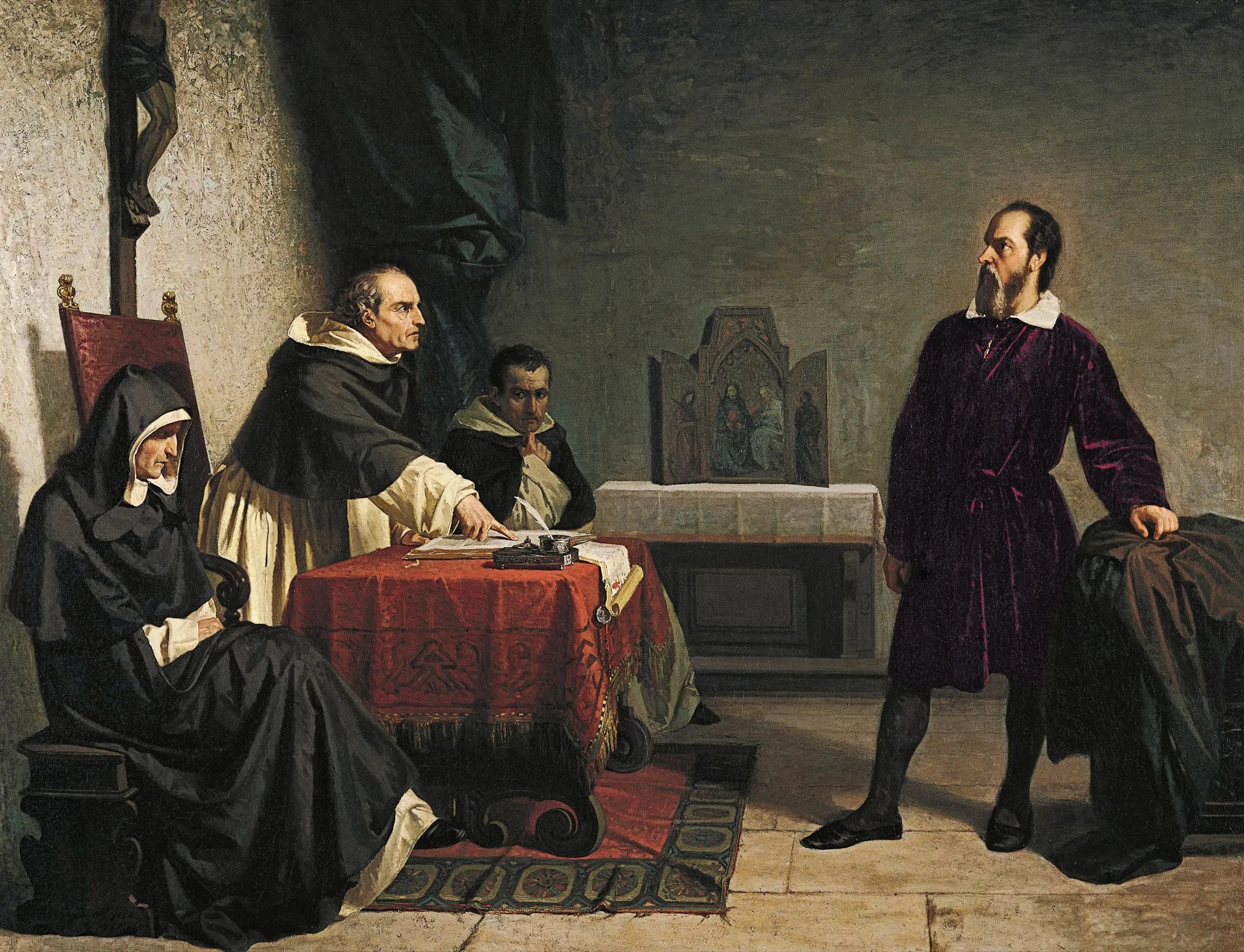
Galileo Galilei înfruntă Inchiziția

Inchiziția (din latină inquirere, a cerceta; inquisitio, cercetare) a fost un grup de instituții/tribunale ecleziastice din cadrul sistemului Bisericii Catolice care intenționa să combată public erezia comisă de creștini botezați. A debutat în secolul al XII-lea în Franța pentru a combate disidența religioasă din partea catarilor și valdenzilor. Alte grupuri i-au investigat pe franciscani, husiți și pe beguini. În anii 1250, inchizitorii erau în general membri aleși din Ordinul Dominican, înlocuind practica timpurie folosită de clericii locali ca judecători. Termenul medieval al Inchiziției este definit de curțile de la mijlocul secolului al XV-lea.
De-a lungul Evului Mediu Târziu și Renașterii Timpurii, conceptul și scopul Inchiziției s-a extins semnificativ pentru a combate Reforma Protestantă și Contra-Reforma Catolică.  S-a extins în alte state europene, rezultând Inchiziția spaniolă și Inchiziția Portugheză. Curțile inchizitoriale spaniole și portugheze au operat de-a lungul imperiilor acestora ce cuprindeau colonii din Africa, Asia și America, rezultând Inchiziția Peruviană și Inchiziția Mexicană. Inchiziția spaniolă și cea portugheză s-au axat în particular pe convertirea cu forță a evreilor și musulmanilor la catolicism, grupurile minoritare non-creștine fiind numeroase în Spania și Portugalia, rezultând persecuții sângeroase.
Instituțiile Inchiziției au fost abolite la începutul secolului al XIX-lea, după războaiele napoleoniene din Europa și după războaiele hispano-americane de independență. Instituția a supraviețuit ca parte a Curiei Romane, dar în 1908 a fost redenumită în Congregația Sacră Supremă a  Sfântului Scaun. În 1965 a devenit Congregația pentru Doctrina Credinței. Din 2022 se numește Dicasteriul pentru Doctrina Credinței.

## Inchiziția bisericească
O formă specială a inchiziției era cea a bisericii catolice, care se ocupa cu procesele ereticilor din Evul Mediu (inquisitio haereticorum respectiv  inquisitio haereticae pravitatis), cu înlăturarea și combaterea altor învățături care nu corespundeau intereselor și ideilor bisericii romano-catolice și care erau condamnate ca idei eretice.
La început aceste procese erau prezidate de clerul înalt, ca de exemplu de papă, care delega episcopi, dar cu timpul, prin observarea lipsei eficienței proceselor s-a constituit pentru acest scop cu timpul o instituție specială.
Instituția veche de la Roma, ca organ al Vaticanului, a fost denumită în anul 1908 Sacra congregatio Romanae et universalis Inquisitionis seu Sancti Officii sau pe scurt Sanctum Officium.

### Istoric
În timpurile vechi ale creștinismului numai episcopii puteau să ia măsuri contra ereticilor. În perioada următoare când creștinismul devine religie de stat, cei care propovăduiau învățături străine, neacceptate de creștinism, au fost urmăriți și condamnați ca eretici. După edictul dat în anul 380 de împăratul roman Teodosiu I (Theodosius cel Mare (347-395), primul condamnat a fost teologul Prisciliano de Avila (340-385), care în anul 385 a fost executat în Trier ca eretic.

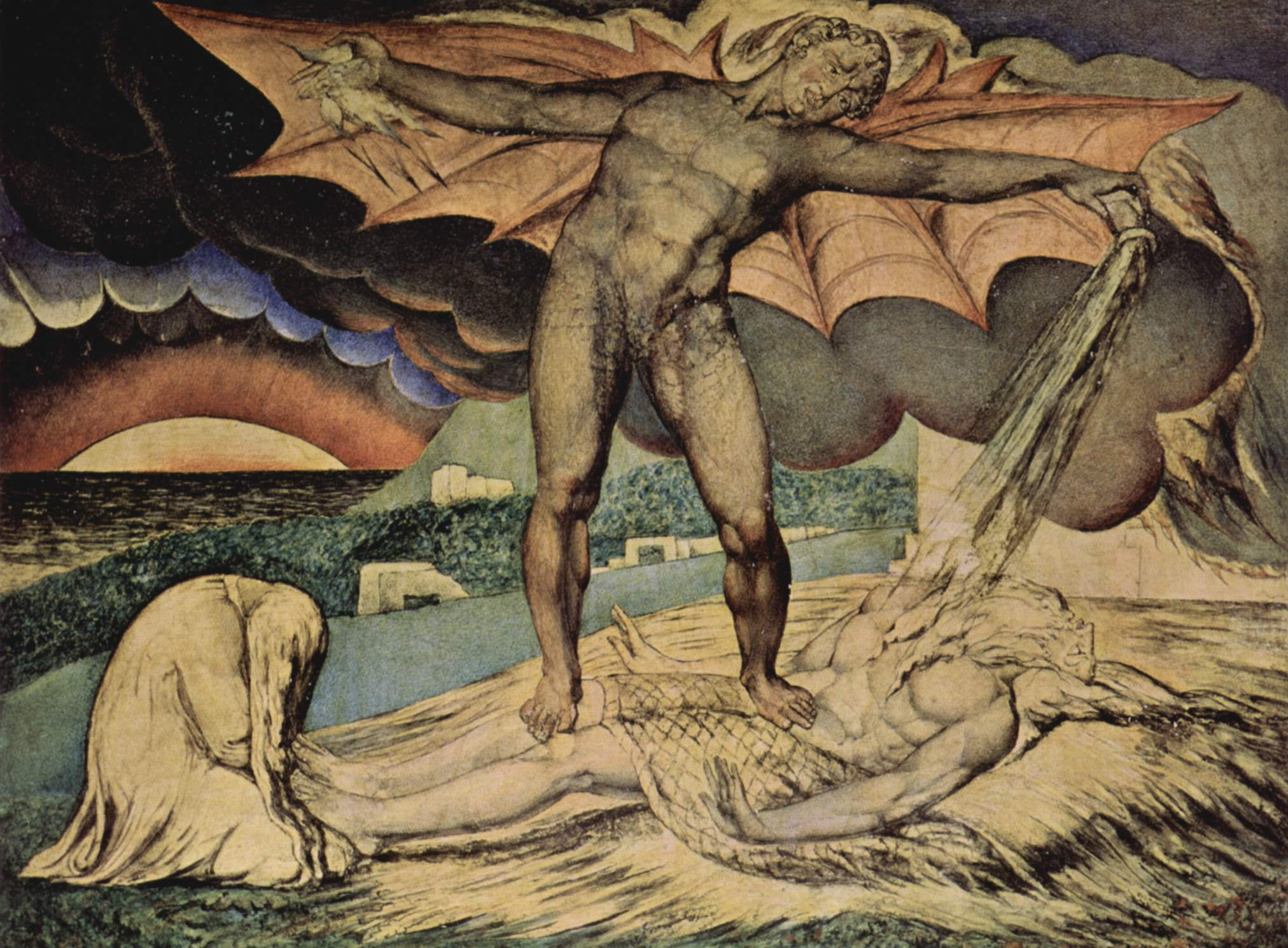
Punerea la încercare a lui Iov de către Satan care varsă asupra lui suferințele (William Blake)

Inchiziția începe să funcționeze mai eficient prin anii 1100, la apariția în Italia și sudul Franței a religiei dualiste antifeudale (care amenința scindarea bisericii catolice) propagată de misionarii bogomili, religie care stă la baza religiei lombarde din regiunea Milano, adepții acestei religii fiind urmăriți ca eretici.
Transformarea inchiziției într-o instituție se va petrece prin secolul XIII, folosindu-se interpretări din biblie cu citate vechi, cel mai des citat fiind teologul antic Augustin de Hipona (354-430) care susținea că ereticii numai cu forța pot fi aduși pe calea cea bună spre biserică.
Au avut loc în această perioadă diferite condamnări ale ereziilor, ca de exemplu excomunicarea și lăsarea sufletului păcătos în seama diavolului, ca apostolul Pavel (în noul testament).
Alt pretext de condamnare cita spusele lui Isus: „Dacă nu rămîne cineva în Mine, este aruncat afară, ca mlădița neroditoare, și se usucă; apoi mlădițele uscate sînt strînse, aruncate în foc, și ard” (Ioan: 15, 6). Inchiziția a aplicat aceste cuvinte din biblie cuvânt cu cuvânt, ca atare.

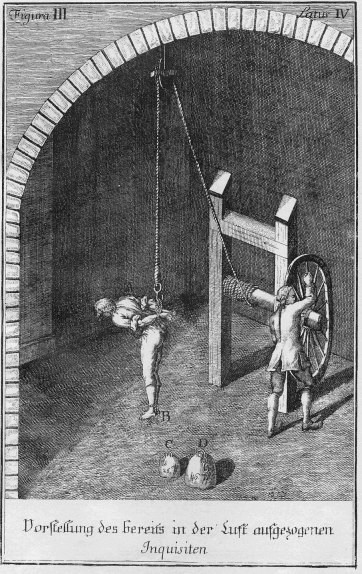
Metodă de schingiuire prin ridicare în aer cu ajutorul scripetelui, metoda era numită Strappado

În perioada timpurie a creștinismului, existau învățături ca „Montanism” ce provenea de la Marcion din Asia Mică (85-160) sau „Maniheism”, întemeiată de persianul Mani (216-277) în care religia era impregnată de influența gnostică, învățături care au fost condamnate de biserica catolică drept eretice.
Deja prin secolul II și III exista un consens în creștinism ca o variantă de religie care va fi numită învățătura Sf. Ireneus din Smirna, Galia (135-202) dar va fi respinsă.
În secolul IV la Primul conciliu de la Niceea (325) s-au întâlnit episcopii din lumea creștină pentru a hotărî care învățătură va fi definitiv acceptată, și după controverse intense, se despart unele grupări de învățătura religioasă general acceptată. Pe atunci în afară de excomunicare, biserica nu avea alte posibilități de sancționare.
Împăratul Constantin I (Constantin cel Mare) este cel care face legătura între religie și stat folosind metodele de represiune ale statului pentru extirparea ereziei, și printr-o astfel de măsură a împăratului va fi exilat Arius după Primul conciliu de la Niceea, considerat ca un pericol pentru biserică. Din motive asemănătoare a exilat episcopul Atanasiu din Alexandria, un dușman înverșunat al Arianismului, numeroși episcopi ortodocși.
La început teologul Augustin de Hipona, care a avut dispute înverșunate cu „donatiștii” (o fracțiune creștină nord-africană), a încercat metoda convingerii, mai târziu el va recomanda utilizarea forței prin maximele sale: „compelle intrare“ și „temperata severitas”, care va deveni treptat mai severă utilizând biciuirea și în cazurile extreme pedeapsa cu moartea. Aceste metode ale teologului din perioada antică târzie vor fi preluate de inchiziție. Dintre ele, două argumente ale lui Augustin vor fi mai frecvent utilizate:
1. unuia care s-a rătăcit, arată-i calea cea bună, dacă el refuză să o urmeze, atunci obligă-l ca o dovadă de iubire creștinească a aproapelui tău. Ereticii sunt oi rătăcite pe care păstorul creștin cu toiagul și ciomagul le aduce înapoi în turmă. Tortura este legitimă, pentru că ea nu strică sufletul, ci numai carnea păcătoasă. În consecință era mai bine ca un eretic să fie ars, decât să urmeze un drum greșit.
2. Ereticul are posibilitatea de a alege între: întoarcerea pe calea cea dreaptă, adevărată a bisericii cu dragoste și încredere în Dumnezeu sau cea de schingiuire cu pierderea vieții.

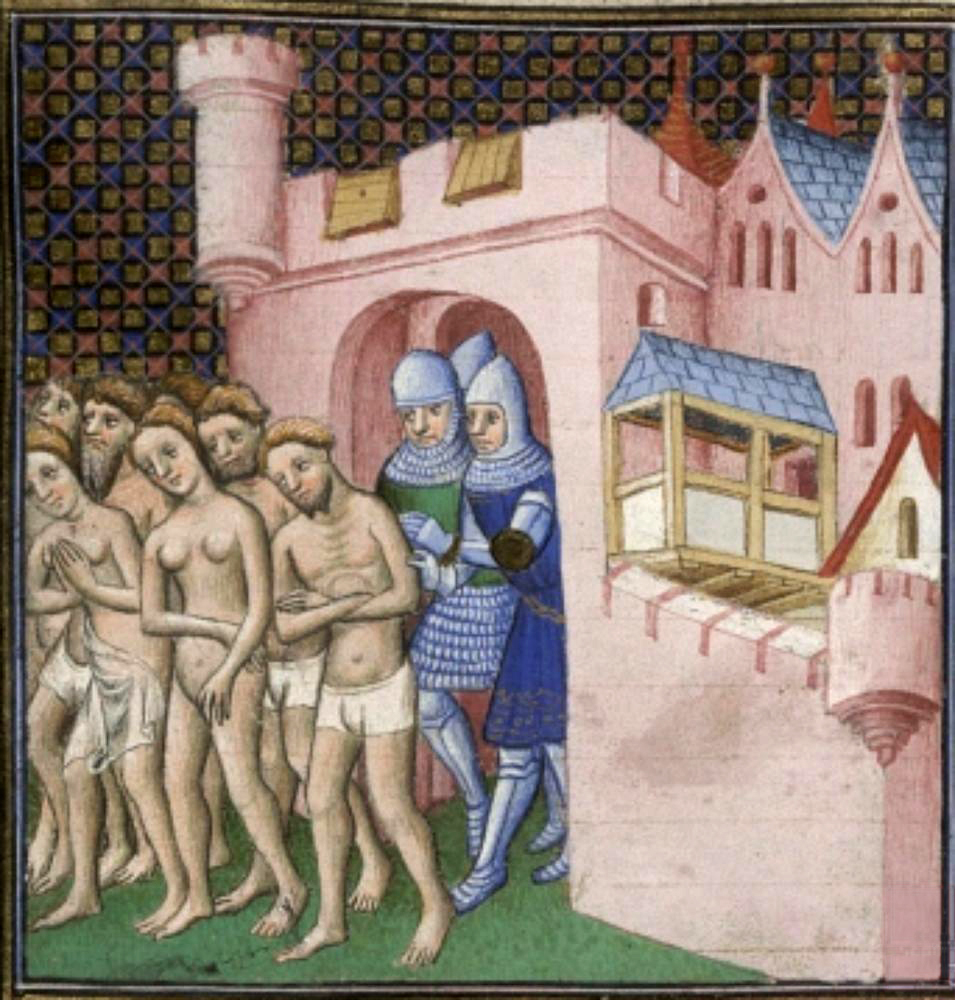
Izgonirea din Carcassonne a catharilor în 1209.

Inchiziția a trecut însă cu vederea o precizare a lui Augustin și anume „Corrigi eos volumus, non necari, nec disciplinam circa eos negligi volumus, nec suppliciis quibus digni sunt exerceri” - „noi vrem ca să-i corectăm, să-i avem îndreptați și nu omorâți, noi dorim izbânda educației creștine și nu moartea lor meritată” sau afirmația lui „Johannes Chrysostomos” (Ioan Gură de Aur) „Condamnarea la moarte a unui eretic este o greșeală ireparabilă” această părere este împărtășită și de Ambrosius din Milano și Martin din Tours.

### Evul Mediu
În Evul Mediu a luat naștere, în paralel la Roma și în partea centrală a Franței, o biserică cu caracter organizat. Chiar după împărțirea Franței, regii sau împărații rămân legați de creștinism și biserică, iar grupările care se distanțau de aceasta erau privite ca un pericol pentru unitatea bisericii și în general a ordinii.
Astfel, Heinrich der Löwe (Henric Leul) se oferă în anul 1147 să întreprindă o cruciadă contra slavilor de Elba, creștinați parțial. De asemenea, până în 1150 are loc botezarea forțată a evreilor, care a fost ulterior interzisă prin „Decretum Gratiani”.
Prigonirea și executarea la moarte a ereticilor, de către autoritățile feudale a existat deja în Franța, Germania și Italia cu secole în urmă. Procesul ad-hoc al unui eretic fiind urmarea unei declarații a unui martor. În anul 1184 a fost alcătuită o comisie pentru cercetarea cazurilor de erezie, aceasta fiind o reacție a mișcării religioase a katharilor (curaților, între sec. XI-XIV, pornită din sudul Franței), împotriva cărora s-au întreprins câteva cruciade și care au fost prigoniți sau arși pe rug ca eretici.
, 1746-1828)

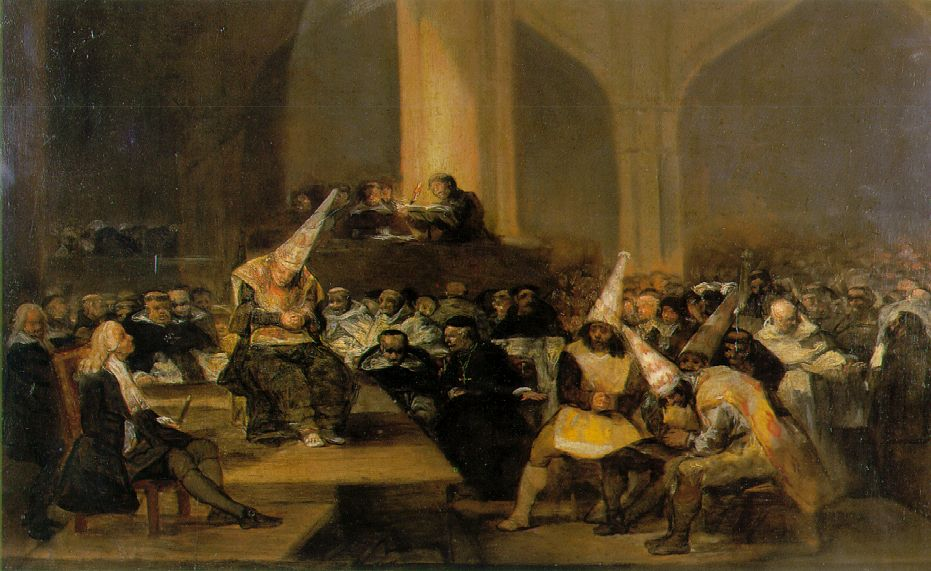
Scenă dintr-un proces al inchiziției (pictură a lui Francisco de Goya

La Conciliul din Tours, ținut în 1163 de Papa Alexandru III, s-a accentuat necesitatea unei pedepse adecvate celor care se abat de la calea adevărată arătată de biserică. Astfel, papa Lucius III (1181–1185) în colaborare cu Frederic I, Sfânt Împărat Roman (Barbarossa) la Conciliul din Verona (1183), prin Bula papală „Ad Abolendam” hotărăște modul în care va fi pedepsit un eretic (excomunicarea definitivă, cu pierderea tuturor drepturilor și proprietăților).
În anul 1199, papa trimite doi călugări cistercieni cu o împuternicire deplină de a supune katharii din sudul Franței. În 1215, Conciliul al IV-lea Lateran a hotărât împotriva celor eretici, osândindu-i la pierderea avutului, excomunicare și interzicerea îngropării în pământ sfințit.
În Cruciada Albigensiană (1209–1229), organizată de Papa Inocențiu al III-lea, papa pretinde regelui Filip al II-lea al Franței (1180-1223) să întreprindă măsuri contra nobililor care au acceptat religia kathară. Regele Franței, având relații încordate cu Sfântul Imperiu Roman, refuză ducerea la îndeplinire a cererii papei. Astfel, papa solicită ajutorul grofului Raimund VI. von Toulouse, care prin refuzul lui provoacă excomunicarea papală. La 22 iulie 1209, trupele trimise în ajutorul cruciaților ocupă localitatea Béziers, urmând porunca „Caedite eos! Novit enim Dominus qui sunt eius” „Să fie toți omorâți, Dumnezeu cunoaște pe aleșii săi”. Locuitorii vor fi măcelăriți (20 000 de morți), după care urmează Carcassonne, care capitulează și cei rămași se refugiază în păduri (aproape 500 de bătrâni, bolnavi sau copii).  400 din ei sunt spânzurați și o sută sunt lăsați să părăsească orașul goi, despuiați de haine, („au luat cu ei numai păcatele lor”).

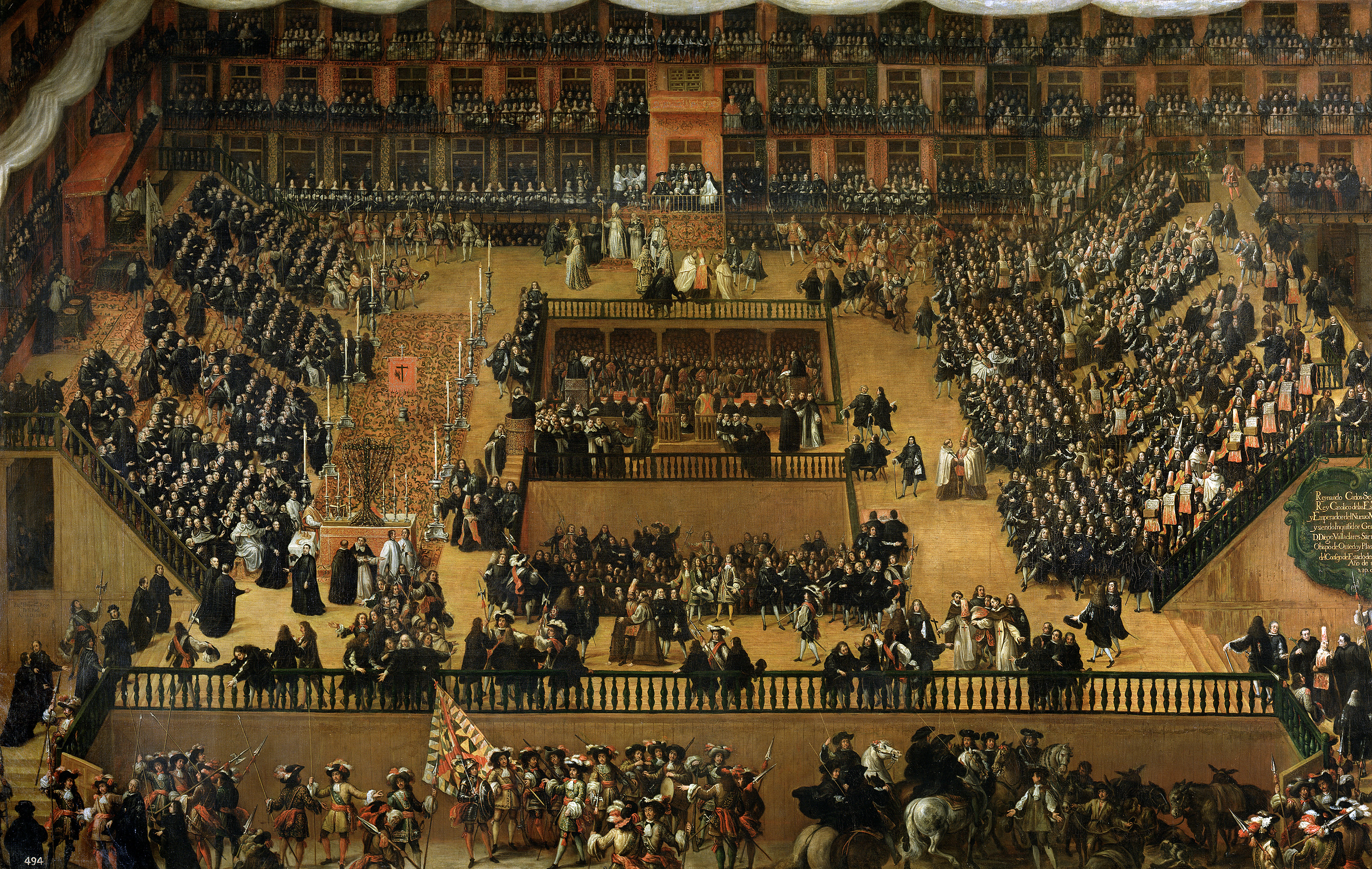
Inchiziție proces ținut pe Plaza Mayor in Madrid (pictură din 1683)

În anul 1224, împăratul Frederic a elaborat un edict de ardere a ereticilor, erezia fiind considerată ca o jignire adusă monarhului pentru care era prevăzută pedeapsa cu moartea. Acest edict fiind acceptat de papa Grigore al IX-lea (1167-1241) cu condiția ca numai biserica să poată hotărî care eretic este recidivant și nu mai poate fi convertit; astfel, papa refuză să accepte declararea ca eretic a orașului Milano care s-a răzvrătit împotriva împăratului.
La hotărârea Conciliului din Toulouse (1229) s-au înăsprit măsurile de pedepsire a ereticilor prin descoperirea locurilor unde aceștia s-au refugiat. Celor care le ofereau adăpost sau pomană, le erau dărâmate casele, confiscate bunurile, sau periclitate viețile. Pentru a obține informațiile necesare s-a recurs la încurajarea denunțurilor secrete.

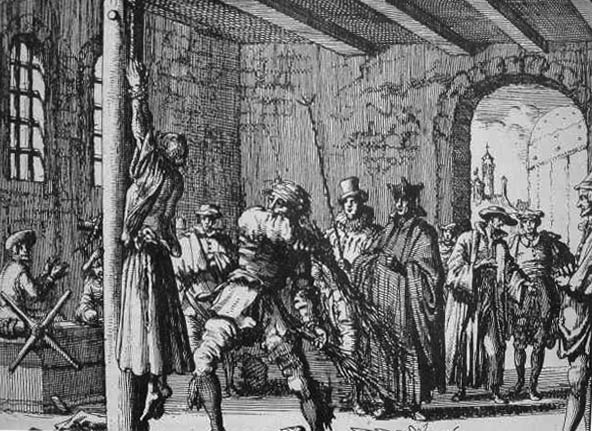
„Chestionarea penibilă”

Motivul însărcinării dominicanilor cu combaterea ereziei este explicat prin faptul că erezia apare mai ales în rândul populației sărace, unde dominicanii aveau cele mai bune contacte. Astfel, în anul 1235, inchiziția este considerată oficială de către papă.
Printre metodele de investigație a inchiziției era „chestionarea penibilă” care consta de fapt din diferite metode de tortură a acuzatului, prin care se căuta îndepărtarea influenței viciilor lumești și obținerea unei mărturisiri.
Împăratul Frederic al II-lea ordonă în 1238 pedeapsa cu moartea prin arderea pe rug a ereticilor, iar în anul 1252 interogarea prin schingiuire pentru aflarea adevărului, metodă uzuală a justiției din aceea vreme. La sfârșitul secolului al XIII-lea, inchiziția funcționa ca instituție deja în mai multe regiuni din Europa apuseană.

### Formarea inchiziției
Teologul italian Toma de Aquino (Tommaso d'Aquino) (1225-1274) a stabilit teoretic prin fraza „Accipere fidem est voluntatis, sed tenere fidem iam acceptam est necessitatis” - „pentru acceptarea și păstrarea credinței este necesară o hotărâre liberă și voluntară”, piatra de temelie a inchiziției din Evul Mediu.
Pedeapsa aplicată pentru erezie cere teologul să fie excomunicarea sau pedeapsa cu moartea.
În anul 1231, papa Grigore al IX-lea (1167-1241) formează o comisie permanentă pentru combaterea ereziei, formată mai ales din călugări ai ordinului dominican. Pedeapsa pe care o cere papa Grigore al IX-lea este închisoarea pe viață a ereticilor recidiviști.
Procesele intentate de inchiziție s-au extins și asupra vrăjitoarelor. Un acuzat avea, de exemplu, libertatea de a-și acuza la rândul lui unii dușmani, și dacă acuzarea lui se dovedea reală avea șanse de grațiere. Majoritatea cazurilor de erezie nu erau pedepsite cu moartea, ci prin pedepse ca: obligația de a lua parte la slujbe, pelerinaje, cruciade, pedepse financiare, sau legarea de stâlpul infamiei.
Inchiziția din evul mediu s-a limitat geografic la Europa centrală și sud-vestică, în Anglia sau peninsula Scandinavă fiind numai cazuri izolate.

## Inchiziții
Istoricii deosebesc patru manifestări diferite ale Inchiziției creștine:
1. Inchiziția medievală (1184–sec. XVI), care include
  1. Inchiziția episcopală (1184–anii 1230)
  2. Inchiziția papală (anii 1230)
2. Inchiziția spaniolă (1478–1834)
3. Inchiziția portugheză (1536–1821)
4. Inchiziția romană (1542 – c. 1860)